# Vedenka
Vedenka (en rus: Веденка) és un poble del krai de Primórie, a l'Extrem Orient de Rússia, que en el cens del 2010 tenia 1.696 habitants. Pertany al districte rural de Dalneretxenski.